# 30200 Terryburch
30200 Terryburch è un asteroide della fascia principale. Scoperto nel 2000, presenta un'orbita caratterizzata da un semiasse maggiore pari a 2,3657859 UA e da un'eccentricità di 0,1634115, inclinata di 3,02148° rispetto all'eclittica.